# Złodziej (powieść)
Złodziej (ang. The Thief) – amerykańska powieść fantasy dla młodzieży (young adult) napisana przez Megan Whalen Turner. Została wydana w 1996 przez imprint wydawnictwa William Morrow (później HarperCollins) – Greenwillow Books. Polskie wydanie ukazało się w 2012 nakładem Ars Machina, w tłumaczeniu Dominiki Rycerz-Jakubiec. To książka z cyklu Złodziej królowej, którego szósta i ostatnia część ukazała się w 2020. Powieść była nominowana w 1997 do Newbery Medal i zdobyła tytuł Newbery Honor Book. W 2013 książka zajęła 13. miejsce wśród 100 najlepszych książek według „School Library Journal”.

## Fabuła
Główny bohater, chłopiec o imieniu Gen (zdrobnienie od Eugenides), zostaje uwolniony z więzienia przez maga króla Sounisa. Gen został uwięziony za kradzież pieczęci władcy. Mag uważa Gena za brudnego, nieokrzesanego i bezczelnego, ale ceni jego umiejętności jako złodzieja. Nie mówiąc chłopcu, dokąd idą, zabiera go z miasta. Dołączają do nich dwaj uczniowie maga, Sophos i Ambiades, oraz żołnierz, Pol.
Podróż przebiega im w napięciu przez wzgląd na konflikty w grupie oraz przez niebezpieczeństwa wynikające z politycznej i tajnej natury ich misji. Mag ujawnia, że obiekt, który Gen ma ukraść to tajemniczy artefakt, kamień o nazwie Dar Hamiatesa, który znajduje się w kraju Attolia. Mag chce wykorzystać dawno zapomnianą tradycję związaną z kamieniem, aby zdobyć kraj Eddis dla swojego króla. W zamian oferuje chłopcu sławę i grozi, że jeśli spróbuje uciec, straci głowę. Gen zgadza się. Ryzykuje życie, wykradając kamień z trudno dostępnej świątyni. Po wykradzeniu kamienia budynek zostaje zniszczony przez rzekę. Drużyna wyrusza, aby zostać schwytaną przez straż Attoli. Zdrajajcą okazuje się Ambiades. Wkrótce traci życie: Pol spycha go z klifu, a następnie skacze, trzymając dwóch żołnierzy. W ten sposób sam ginie. Króla Attolii przesłuchuje Gena, Sophosa i maga. Następnie udaje im się uciec. W trakcie podróży trafiają do Eddis. W trakcie pobytu w pałacu Gen oddaje kamień królowej kraju. Okazuje się wówczas, że jest on złodziejem królowej, a Sophos to dziedzic królestwa Sounis. 